# Удовиченко, Александр Иванович
Алекса́ндр Ива́нович Удовы́дченко (Удови́ченко) (укр. Олекса́ндр Iва́нович Удови́дченко (Удови́ченко)) (1887—1975) — офицер Корпуса военных топографов Русской императорской армии, затем — генерал-хорунжий армии Украинской народной республики (УНР), в 1954—1961 годах — вице-президент УНР в изгнании, генерал-полковник.

## Биография
По происхождению — из крестьян Орловской губернии. Православного вероисповедания.
Родился в Харькове в семье русского офицера происхождением из крестьян Ливенского уезда Орловской губернии, дослужившегося до чина подполковника и звания личного дворянства.
Имел старшего на 3 года брата Николая — военного топографа, капитана РИА, затем генерал-хорунжего армии УНР. До 1917 года (включительно) братья имели фамилию «Удовы́дченко».
Воспитывался, как и старший брат, в Санкт-Петербурге в детском приюте принца Ольденбургского, где получил среднее образование в объёме реального училища.

### Служба в русской армии
В службу вступил 01.10.1906 в Санкт-Петербурге юнкером Военно-топографического училища, полный курс которого окончил по 2-му разряду и в сентябре 1908 года был произведен, по экзамену, из юнкеров в подпоручики Корпуса военных топографов. Был прикомандирован к Лейб-гвардии Егерскому полку.
С 20.03.1909 — производитель топографических работ в Управлении Киевской съемки (Киев); подпоручик, затем поручик.
В 1914 году прикомандирован (как и его брат Николай) к расквартированному в Киеве 129-му пехотному Бессарабскому полку. Был не женат.
Участник Первой мировой войны. С июля 1914 — в действующей армии на должности военного времени. Воевал в составе 129-го пехотного Бессарабского полка 33-й пехотной дивизии 3-й Армии. В августе 1914, в ходе Галицийской битвы, отличился в боях и приказом по 3-й Армии был награждён двумя боевыми орденами — Святой Анны 4 степени с надписью «За храбрость» (Аннинским оружием) и Святой Анны 3 степени с мечами и бантом.
26 марта 1915 года оба брата-топографа Александр и Николай Удовыдченко были назначены обер-офицерами корпуса военных топографов Управления генерал-квартирмейстера штаба Главнокомандующего армиями Юго-Западного фронта.
В феврале 1916 года Александр Удовыдченко был назначен переводчиком штаба Юго-Западного фронта.
В мае 1916 года — назначен помощником начальника отделения Управления генерал-квартирмейстера штаба Главнокомандующего армиями Юго-Западного фронта.
С 01.11.1916 по 15.01.1917 обучался в Николаевской академии Генерального штаба, — успешно окончил 2,5-месячные подготовительные курсы 1-й очереди военного времени.
С марта 1917 года — старший адъютант штаба 21-й пехотной дивизии 3-го Кавказского армейского корпуса (старшинство в должности с 14.03.1917); штабс-капитан. За подвиг, оказанный в бою 18.07.1917, приказом по 7-й Армии был награждён Георгиевским оружием.
После Февральской революции активно участвовал в украинском национальном движении в армии, — был делегатом съезда воинов-украинцев 3-й Армии в городе Несвиже, делегатом 1-го и 2-го Всеукраинских войсковых съездов в Киеве. В августе-сентябре 1917 года возглавлял солдатскую украинскую раду (совет) 3-го Кавказского армейского корпуса.
В конце 1917 года — старший адъютант штаба 3-го Кавказского армейского корпуса. Последний чин в Русской армии — штабс-капитан.
После Октябрьской революции в Петрограде, в декабре 1917 года оставил службу в действующей армии и прибыл в Киев.

### Служба в украинской армии
С 16.12.1917 — помощник начальника оперативного отдела Генерального штаба УНР; был переаттестован в сотники украинской армии.
В январе 1918 года — начальник штаба Гайдамацкого коша Слободской Украины, созданного под руководством Семёна Петлюры, участвовал в подавлении восстания большевиков на заводе «Арсенал» в Киеве.
С 12.03.1918 по 01.04.1918 — командир 3-го Гайдамацкого полка армии УНР. Затем, при гетмане Скоропадском, — помощник начальника (начальник — Василий Тютюнник) разведывательной части оперативного отдела Генерального штаба вооружённых сил Украинской державы.
С 31 октября 1918 года — начальник отдела по формированию Особой армии при Главном управлении Генштаба вооружённых сил Украинской державы. Войсковой старшина украинской гетманской армии.
С конца 1918 года — в армии Директории УНР: с 26.12.1918 — генерал-квартирмейстер Холмско-Галицкого фронта, затем — Правобережного фронта действующей армии УНР.
С марта 1919 года — начальник штаба Гуцульского коша (корпуса) армии УНР. С 06.06.1919 — начальник 16-го пехотного отряда Галицкой армии, сформированного из надднепрянских подразделений. 17.06.1919 отряд был переименован в 3-ю Отдельную стрелковую дивизию (затем в 3-ю Железную пехотную дивизию — одну из наиболее боеспособных частей армии УНР). Как командир дивизии отличился в боях с «красными» войсками Ионы Якира под Вапняркой. Полковник армии УНР.
В октябре 1919 года заболел тифом, попал в плен к деникинцам. Содержался в Одессе.
В ноябре 1919 года Галицкая армия стала союзницей Вооружённых сил Юга России. В конце января — начале февраля 1920 года Александр Удовыдченко входил в состав делегации УГА, принимавшей участие в переговорах с одесскими представителями Антанты, на которых обсуждалась возможность УГА, заручившись поддержкой английского военного флота, организовать оборону Одессы от большевиков (в обмен на передачу власти в регионе от Вооружённых сил Юга России к галичанам). Оборона Одессы и вся власть в регионе были переданы УГА, однако спустя двое суток союзники эвакуировались и Красная Армия захватила город.
Участник Советско-польской войны на стороне поляков в составе восстановленной армии УНР. В феврале 1920 года с группой офицеров добрался до Могилёва-Подольского, где возглавил формирование 5-й Украинской бригады, которая затем была объединена с 4-й бригадой для создания 2-й стрелковой дивизии армии УНР (2-го формирования) в составе Войска Польского. Возглавил эту дивизию (переименованную 29 мая 1920 года в 3-ю Железную дивизию, возобновив, таким образом, существование наименования «3-я Железная»), и командовал ею до отхода в ноябре 1920 за реку Збруч и последующего интернирования остатков дивизии поляками.
С 5 октября 1920 года — генерал-хорунжий армии УНР. В списках украинской армии числился как офицер Генерального штаба, выпускник российской Николаевской академии Генерального штаба.
С декабря 1920 года — генеральный инспектор армии УНР, интернированной поляками. Во время конфликта между главным атаманом Петлюрой и частью генералитета поддерживал первого.
С весны 1921 года — член Высшего войскового совета Правительства УНР в изгнании.

### В эмиграции
В 1924 году эмигрировал во Францию, был рабочим на шахтах. Через год, после окончания контракта, остался там жить.
В 1927 году — один из создателей Украинской библиотеки имени Симона Петлюры. Возглавлял Товарищество воинов УНР в эмиграции, с 1953 — глава Европейской федерации украинских войсковых организаций. В эмиграции — Министр военных дел исполнительного органа Украинской национальной рады; стал генерал-полковником УНР. В 1954—1961 — вице-президент УНР в изгнании.
Умер во Франции, — коммуна Ментенон департамента Эр и Луар.

## Награды
- Юбилейная медаль «В память 300-летия царствования Дома Романовых» (1913)
- Орден Святого Станислава III степени (ВП от 06.12.1913)
- Орден Святой Анны IV степени с надписью «За храбрость» (за бой 25.08.1914; утв. ВП от 09.12.1915)
- Орден Святой Анны III степени с мечами и бантом (за отличия 28.08.1914; утв. ВП от 04.08.1915)
- Орден Святого Станислава II степени (ВП от 23.05.1915)
- Орден Святой Анны II степени (ВП от 03.07.1916)
- Георгиевское оружие (за подвиг 18.07.1917; приказом по 7-й Армии от 21.11.1917 № 1888)
- Крест Симона Петлюры (1932)
- Военный крест УНР (1961)

## Память
- В нескольких населённых пунктах Украины в честь Александра Ивановича Удовы́дченко (Удовиченко) его именем названы улицы[укр.]
- 20 февраля 2017 года в Украине на государственном уровне отмечался юбилей — 130 лет со дня рождения Александра Ивановича Удовиченко (Удовыдченко), генерал-полковника армии УНР[9]